# Lourdes Osuna
Lourdes Osuna Alcalaya (Madrid, 18 de febrero de 1969) es una ex gimnasta rítmica española que fue componente de la selección nacional de gimnasia rítmica de España en la modalidad individual.

## Biografía deportiva

### Inicios
Empezó a practicar gimnasia con 6 años de edad en el Club Gimnasio Moscardó de la capital. En 1979 fue campeona de España en la general individual de la 3ª categoría en el Campeonato de España, que tuvo lugar en Madrid. En 1982 logró proclamarse campeona de España en la general de la 2ª categoría en el Campeonato de España Individual en Palencia. En 1984 fue medalla de plata en la categoría de honor del Campeonato de España Individual, disputado en Madrid.

### Etapa en la selección nacional
Hacia 1983 entró a formar parte como individual de la selección nacional de gimnasia rítmica de España, donde entrenaría en el Gimnasio Moscardó a las órdenes de la seleccionadora nacional Emilia Boneva. Desde entonces participó en diversas competiciones internacionales, como el Campeonato de Europa en Viena (1984), donde fue 27ª.

### Retirada de la gimnasia
Se retiró en marzo de 1985 con 16 años de edad. En 1993 se licenció en Psicología en la Universidad Autónoma de Madrid. También es Entrenadora Nacional de Gimnasia Rítmica. Ha entrenado al Club Deportivo Elemental Magherit de Alcorcón y en la actualidad entrena al Colegio Claret y a su propio club, el Club Deportivo Elemental Moscardó siglo XXI, que tiene su sede en el Gimnasio Moscardó de Madrid. Desde enero de 2015 es juez de gimnasia rítmica.
El 16 de noviembre de 2019, con motivo del fallecimiento de Emilia Boneva, unas 70 exgimnastas nacionales, entre ellas Lourdes, se reunieron en el tapiz para rendirle tributo durante el Euskalgym. El evento tuvo lugar ante 8.500 asistentes en el Bilbao Exhibition Centre de Baracaldo y fue seguido además de una cena homenaje en su honor.

## Palmarés deportivo

### Selección española
| 1984 - Campeonato de Europa de Viena 27º puesto en concurso general | Osuna en el Europeo de 1984. |